# Rejane Dias
Rejane Ribeiro Sousa Dias (São João do Piauí, 4 de setembro de 1972) é uma administradora e política brasileira, atual conselheira do Tribunal de Contas do Estado do Piauí. Rejane foi primeira-dama do estado do Piauí nos quatro mandatos de seu marido, Wellington Dias.

## Biografia
Rejane Dias, filha de Miguel de Sousa Filho e Ivone Amorim Ribeiro e Sousa, formou-se em administração de Empresas pela Associação de Ensino Superior do Piauí, em Teresina, no ano de 2006. Além disso, a política também possui bacharelado em Direito pelo Centro de Ensino Unificado, também no Piauí, onde fica a atual Estácio/CEUT, na cidade de Teresina, obtido no ano de  2011.
É evangélica, membra da Igreja Batista.

### Trajetória política
Apesar de iniciar sua vida política apenas em 2010, como deputada estadual, Rejane Dias já exerceu os cargos de coordenadora estadual para Integração da Pessoa com Deficiência entre 2003 e 2008; de secretária estadual de Assistência Social e Cidadania entre 2005 e 2006; e de secretária estadual para Inclusão da Pessoa com Deficiência, entre 2008 e 2010.
Como secretária de Assistência Social, Rejane atuou em projetos importantes, como o Projeto Caminhão Digital, que proporcionou a cerca de 150 mil piauienses, principalmente no interior do Estado, a oportunidade de fazerem cursos de informática, com recebimento de certificados. Além disso, como secretária de Inclusão da Pessoa com Deficiência, a política implantou a Rede Estadual de Reabilitação, com 37 clínicas especializadas e inaugurou o Centro Integrado de Educação Especial e o Centro Integrado de Reabilitação, que atingiu a marca de 1 milhão de atendimentos em 2018.
Diante disso, Rejane candidatou-se à deputada estadual nas eleições de 2010, representando o Partido dos Trabalhadores, e tornou-se a segunda candidata mais votada do Piauí na legislatura, com 31.389 votos, perdendo o primeiro lugar apenas para o candidato Firmino Filho do PSDB. Neste pleito, Dias tornou-se líder do PT na Assembleia Legislativa, aprovando cerca de 50 projetos, entre os quais foi autora da Lei 13.146/2015, que cria o Estatuto Estadual da Pessoa com Deficiência.
Rejane Dias também concorreu às eleições de 2014 como deputada federal,  e neste ano foi eleita a candidata mais votada do Piauí, com cerca de 134 mil votos. Licenciou-se em 2015 para assumir a Secretaria de Estado da Educação, cargo no qual se encontrou até o ano de 2018. Durante este período, criou alguns projetos importantes, como o Pré-Enem e o passe livre para os estudantes das Escolas Públicas Estaduais realizarem as provas, colocando o Piauí como recordista nacional de participação no Enem por quatro anos consecutivos (2016 a 2019). A administradora também fez frente ao Projeto Jovem de Futuro e Poupança Jovem, que objetivaram diminuir o índice de evasão escolar e garantir a permanência dos alunos nas escolas do Estado. Além disso, Rejane Dias impulsionou a reestruturação dos Estúdios do Canal Educação/TV Cultura, para angariar o funcionamento da oferta de Educação à Distância, via mediação tecnológica, aumentando a quantidade de beneficiários de 12 mil para mais de 40 mil alunos.
Em 2019, Rejane propôs um projeto de Lei que insere psicólogos e assistentes sociais nas escolas, que foi aprovado pela Câmara dos Deputados e posteriormente vetado pelo presidente Jair Bolsonaro. A deputada aposta na derrubada do veto de forma unânime.
Entre outros projetos apresentados por Rejane Dias estão: a criação do Dia Nacional de prevenção ao suicídio; a proposta de recrutar os recursos provenientes da corrupção para programas de prevenção ao suicídio nos órgão de segurança pública; a obrigatoriedade de palestras de prevenção ao suicídio em escolas do Estado. A política também também se destaca como personalidade de representação feminina na Câmara, propondo projetos como o afastamento remunerado de até seis meses para servidoras públicas em caso de violência familiar, além de multa para o agressor; e a colocação de um aplicativo informatizado de fiscalização, em tempo real, de mulheres que se encontram sobre ameaça ou em situação de flagrante violência.
Em 26 de janeiro de 2023, renunciou dias antes de assumir seu terceiro mandato, para assumir a cadeira de conselheira do Tribunal de Contas do Estado do Piauí.  Em seu lugar assumiu Merlong Solano.

## Desempenho em eleições
| Ano  | Eleição           | Partido | Cargo             | Votos           | Resultado |
| ---- | ----------------- | ------- | ----------------- | --------------- | --------- |
| 2010 | Estadual no Piauí | PT      | Deputada Estadual | 55.177 (3,66%)  | Eleita    |
| 2014 | Estadual no Piauí | PT      | Deputada Estadual | 134.157 (8,45%) | Eleita    |
| 2018 | Estadual no Piauí | PT      | Deputada federal  | 138.800 (8,46%) | Eleita    |
| 2022 | Estadual no Piauí | PT      | Deputada federal  | 125.774 (6,42%) | Eleita    |

## Prêmios e títulos

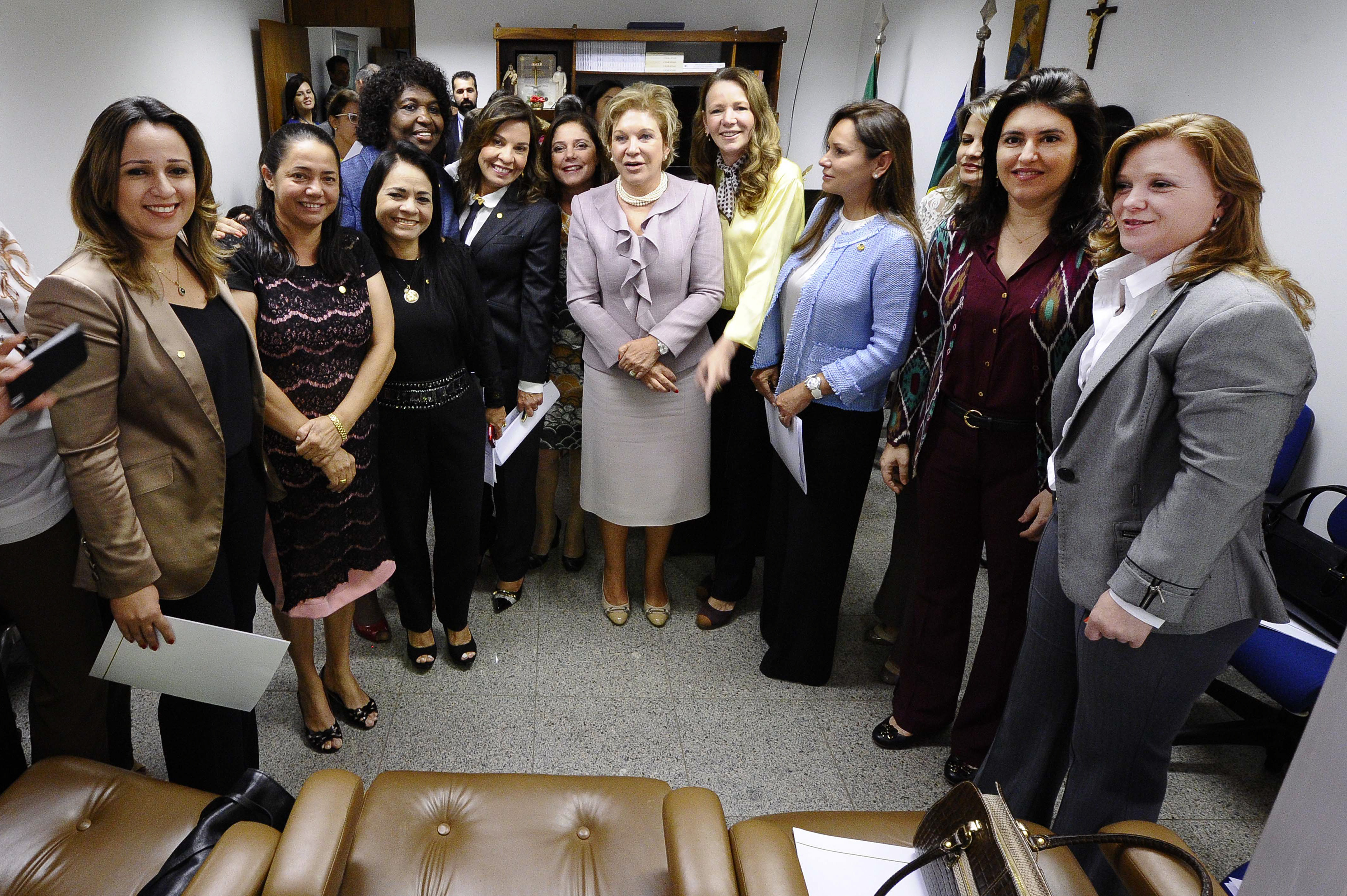
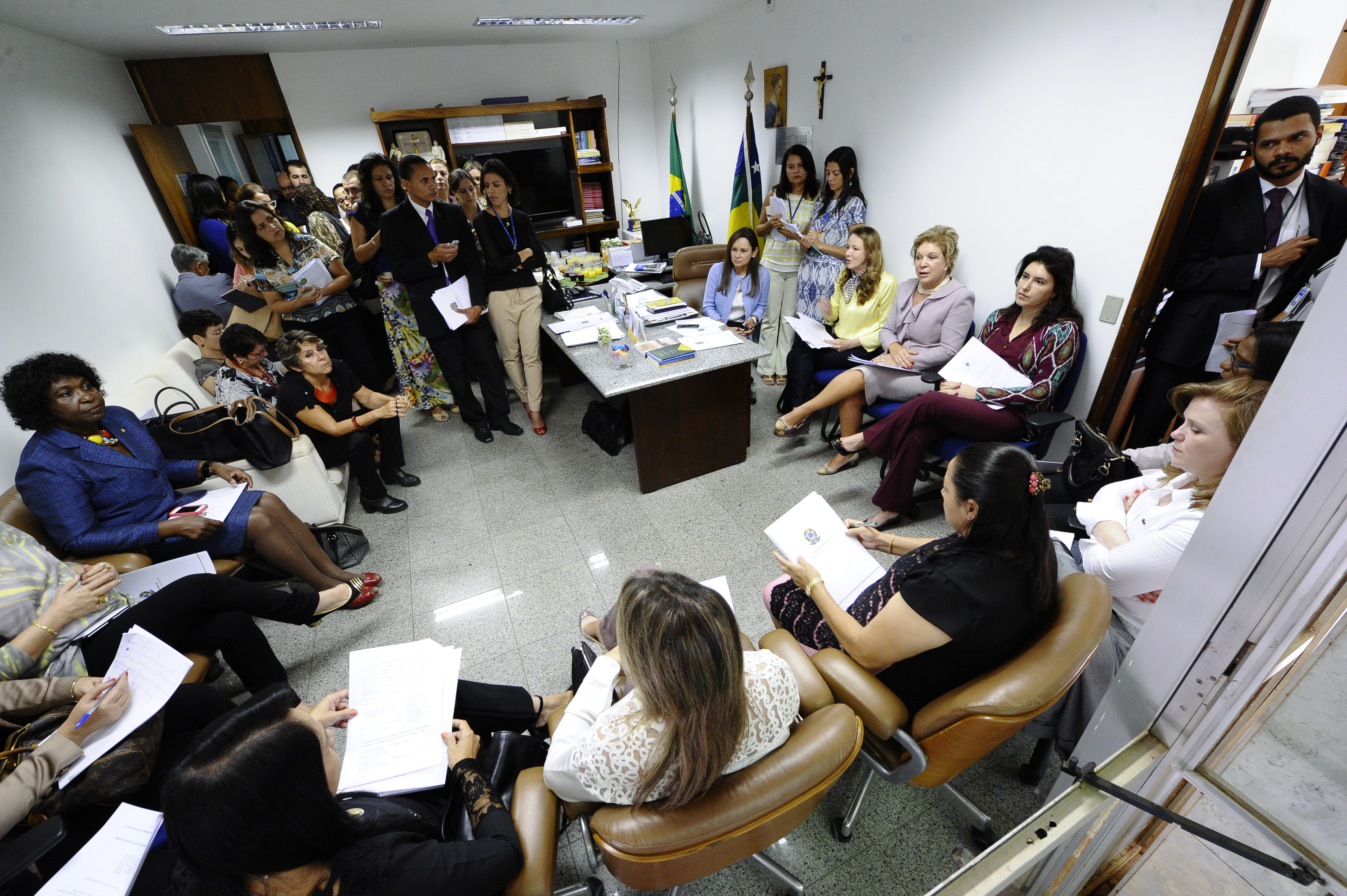
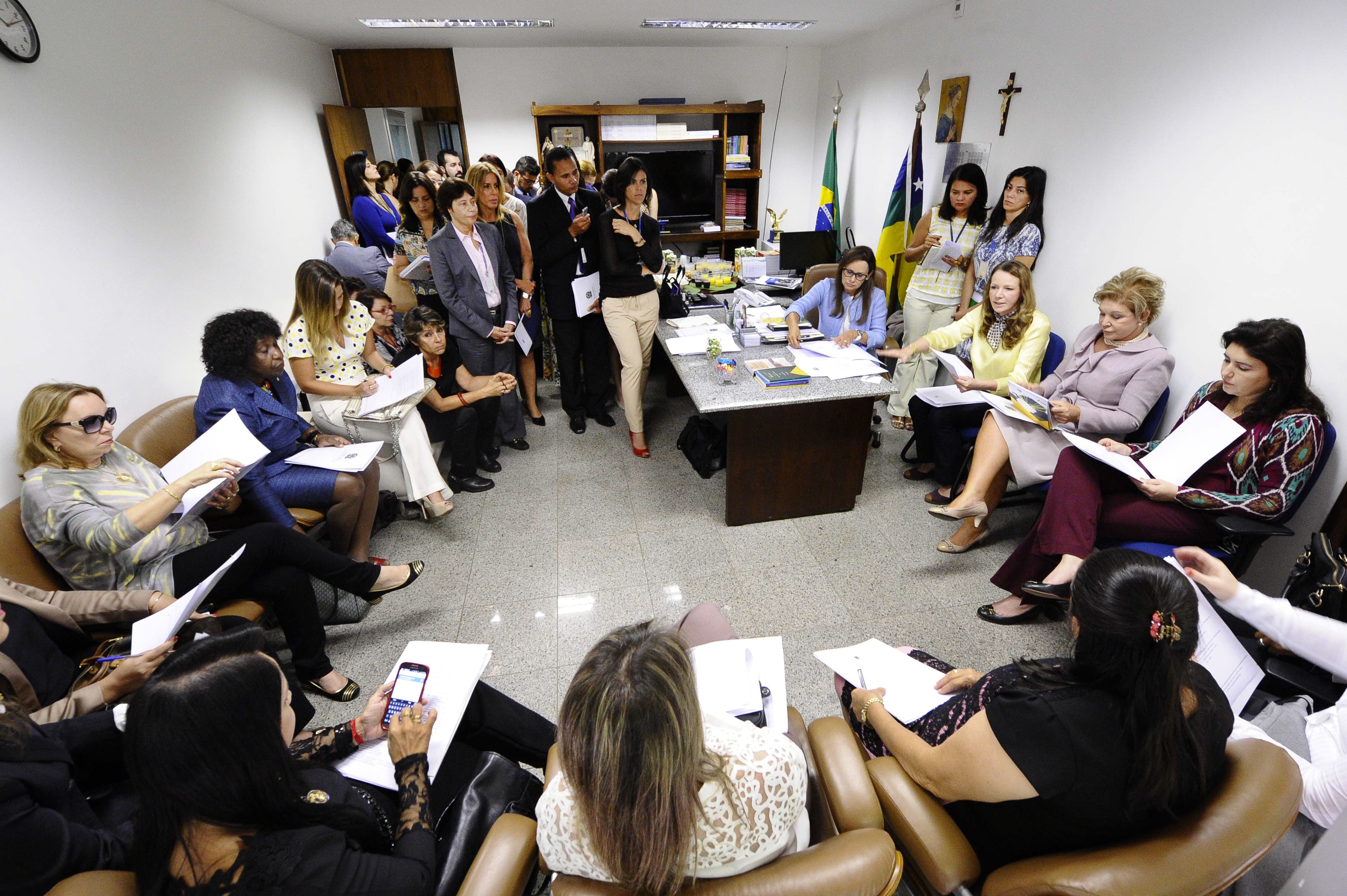
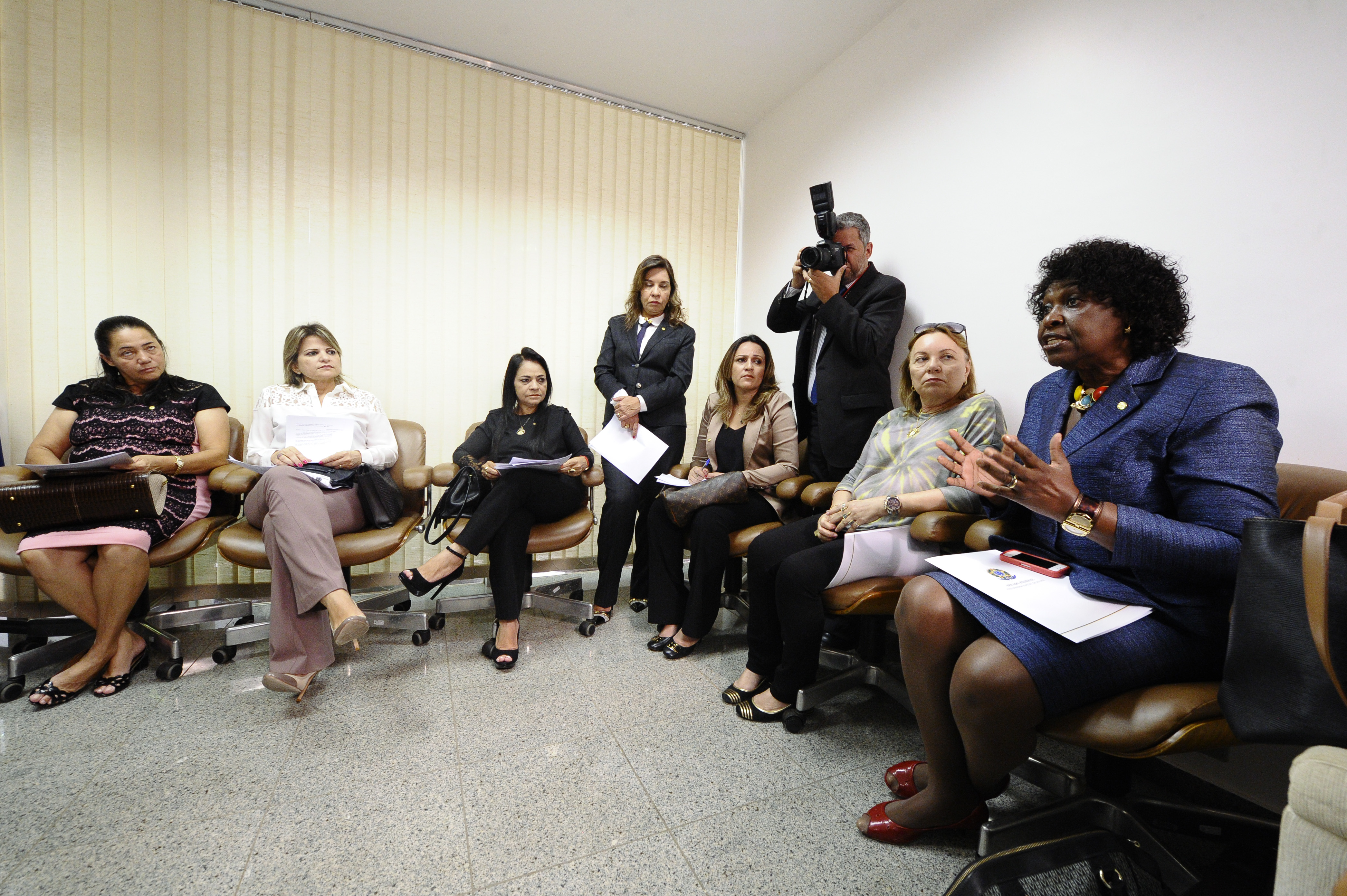

Os prêmios recebidos por Rejane Dias são:
- Prêmio Nacional de Direitos Humanos, categoria Garantia dos Direitos da Pessoa com Deficiência, ofertado pelo Ministério do Desenvolvimento Social (2008);
- Prêmio TOP de Inclusão Social, concedido pela Associação dos Dirigentes de Vendas e Marketing do Brasil (ADVB), pelo trabalho desenvolvido em prol das pessoas com deficiência (2009);
- Prêmio Piauí de Inclusão Social da Rede Meio Norte pelo trabalho desenvolvido pelo Ceir, nos anos de 2013 e 2017;
- 5º Prêmio de Educação e Direitos Humanos pelo Projeto Lei Maria da Penha nas Escolas: Desconstruindo a Violência, Construindo Diálogos, pela organização de Estados Ibero - americanos, Ministério da Educação e Ministério dos Direitos Humanos (2015);
- Prêmio Nacional e-Gov, concedido pela Associação Brasileira de Entidades Estaduais de Tecnologia da Informação e Comunicação (Abep) e pelo Ministério do Planejamento, Desenvolvimento e Gestão pelo Projeto Mobieduca.me – a maior premiação da América Latina na área (2015).